# AGV (tåg)
AGV, Automotrice Grande Vitesse, är en ny generation snabbtåg i Frankrike. AGV-tågen tillverkas av den franska tågtillverkaren Alstom. AGV är den fjärde generationen franska snabbtåg, där generationerna utgörs enligt följande:
- första generationen: TGV-PSE (80-tal, kombinerat lok- och motorvagnståg)
- andra generationen:  TGV-A (90-tal, rent loktåg)
- tredje generationen: vidareutveckling med bland annat asynkronmotorer
- fjärde generationen: AGV (2007)

Totalt har det nya AGV-tåget kostat cirka 950 mkr (prisnivå 2006) att utveckla.
Utvecklingen av AGV är ett trendbrott vad gäller den franska snabbtågsfamiljen. Fram till tredje generationen utgjordes framdrivningen av drivenhet med en maximal axellast av 16,8 ton (littera BB 24000/ TGV-A).

## Tågsättets sammansättning
Till skillnad mot tidigare generationers TGV-tåg är AGV ett rent motorvagnståg, det saknar separata drivenheter ("lok") då det har ett antal drivande hjulaxlar fördelade längs tåget. Långt ifrån alla hjul är dock drivna.
Den första AGV-prototypen består av sju enheter och kallades för Pegase. AGV kan dock levereras med upp till 26 enheter (Kina-versionen), men kan även konfigureras så att tre stycken korta tågsätt kan kopplas samman (varje "tre-enhet" har längden 57.400 mm). Minst tre enheter måste kopplas samman för att tåget skall kunna fungera; transformator, omformare och hjälputrustning fördelas på de tre enheterna. Dessutom kan rena släpvagnar kopplas in i tågsättet. Totalt har sjuvagnarståget ett max kontinuerligt effektuttag av 6,08 MW (totalt 8 stycken drivmotorer à 760 kW), vilket motsvarar en specifik effekt kring 20 kW/t.
Den snabbaste varianten planeras med korglutning, medan de övriga saknar sådan.

## AGV
Kravet på den nya generationen AGV-tåg var dels att sth skulle kunna höjas från 300 km/h (= dagens tåg) till 350 km/h (AGV). Antalet enheter kan varieras något friare än hos TGV.
| Modell/ version | Operatörs land | Antal sittpl. [pl] | Tåglängd [mm] | Tomvikt [t] | Tågtyp          | Antal enh. [st] | Max. kont. eff. [MW] | Kontaktledn sp [kV] | Drivmotor | Korgbredd [cm] | Sth [km/h] | Införd |
| --------------- | -------------- | ------------------ | ------------- | ----------- | --------------- | --------------- | -------------------- | ------------------- | --------- | -------------- | ---------- | ------ |
| TGV-PSE         | Frankrike      | 386                | 200.190       | 386         | lok-/motorv tåg | 10              | 6,4                  | 25 & 1,5            | likström  | 281            | 270        | 1981   |
| AGV-7           | Frankrike      | ---                | 132.100       | 272         | motorvagnståg   | 7               | 6,08                 | 25 & xxx            | asynkron  | 300            | 360 (2)    | (2007) |
| AGV-14          | Frankrike      | ---                | 253.200       | ---         | motorvagnståg   | 14              | ---                  | 25 & xxx            | asynkron  | 300            | ---        | ---    |
| AGV-26 (1)      | (Kina)         | ---                | 460.800       | ---         | motorvagnståg   | 26              | ---                  | 25                  | asynkron  | ---            | ---        | ---    |

- (1)= enligt intervju med Alstoms tekniska direktör Lacote, endast spekulation om kinesernas intresse
- (2)= vid kontaktledningsspänningen 25 kV

Korgen är tillverkad i lättmetall och är endast 298,5 cm bred (X2000 har korgbredden 305 cm). Tomvikten är 272 ton vid tåglängden 132,1 meter, vilket motsvarar en specifik vikt cirka 2,06 ton/m, vilket är extremt tungt (nästan som svenska X2000 eller Regina).

## Boggier
Boggierna har axelavståndet 300 cm och är nästan samma av samma utförande som hos TGV-tågen. Drivmotorerna är av asynkrontyp (à 760 kW kontinuerlig effekt) och ingår i Alstoms Onix-system (samma som hos bland annat de svenska X3-tågen) med bland annat högeffektiva IGBT-transistorer (kortare stig- och falltider samt lägre spänningsfall än de tidigare GTO- transistorerna ⇒ mindre värmeutveckling ⇒ mindre kylbehov och högre verkningsgrad). Elutrustningen består av ett antal "lättviktstransformatorer" (à 6,5 t). Vidare klarar det nya AGV-tåget fyra olika kontaktledningsspänningar. Vid 25 kV klarar AGV 360 km/h medan topphastigheten är begränsad till 200 km/h vid 1,5 kV. Drivmotorerna är permanent-magnetiserade synkronmotorer.
Sidfjädringen är av en aktiv typ genom att sidrörelser pareras elektriskt, vilket inneburit att sekundärfjädringen kunnat göras mjukare (= bättre komfort) då kraven på fjädrarnas styvhet i sidled minskas. Tack vare den aktiva sidfjädringen slår vagnen sällan i stopp.
Den elektriska bromsen är såväl av reostatisk som regenerativ typ. Dessutom används virvelströmbromsar på 360 km/h-varianten. Skivbromsarna kopplas vid driftbroms först in vid lägre hastigheter.

## Vagnkorg
Till skillnad mot tidigare vagnkorgar i TGV-tågen har AGV-tågen vagnkorgar av lättmetall. Boggieavståndet har minskat till 17,3 m och vagnskorgen har därmed kunnat breddas till 298,5 cm. Entrédörrarna har gjorts något bredare samtidigt som hela AGV-tåget har samma golvhöjd (TGV-tågen hade något olika golvhöjd). TGV-PSE-tågen hade golvhöjden 103 cm men för att få plats med all utrustning under golvet fick det höjas med mer än 2 decimeter (125 cm).

## Osäkerhet i underlaget
AGV-tåget är ett prototyp-tåg och flera för Frankrike nya tekniska lösningar har introducerats. Därför varierar uppgifterna mellan olika källor, vilket läsaren bör beakta. Så varierar t.ex. golvhöjden (samma genomgående enl vissa källor, varierar enl andra. Korgbredden anges ibland till 290 cm, ibland 300 cm/ DS). Vagnenheternas längd har också förändrats. Även två helt olika typer av drivmotorer anges i fackpress och broschyrer; asynkronmotorer och synkronmotorer.

## Förkortningar
- AGV    = Automotrice Grande Vitesse
- GTO    = Gate Turn Off Thyristor
- IGBT   = Insulated-gate bipolar transistor
- MW    = Megawatt = 1.000.000 W
- Sth    = största tillåtna hastighet
- TGV-A  = Train à Grande Vitesse Atlantique
- TGV-PSE = Train à Grande Vitesse Paris-Sud Est

## Källhänvisningar
1. 1 2  ”Informationsblad om tåget” (PDF). http://www.alstom.com/Global/Transport/Resources/Documents/English%20AGV%20.pdf. Läst 8 april 2014.
2. ↑  ”Nya italienska höghastighetståget snart i trafik”. Järnvägsnyheter.se. 2 april 2012. Arkiverad från originalet den 4 april 2012. https://web.archive.org/web/20120404172311/http://www.jarnvagsnyheter.se/2012/04/nya-italienska-h-ghastighetst-get-snart-i-trafik. Läst 6 december 2012.